# Подземье
Подземье (англ. Underdark) в литературно-игровой вселенной Forgotten Realms — территории, расположенные под поверхностью Фаэруна (одного из субконтинентов планеты Абейр-торил), лабиринт пещер и тоннелей. Подземье — место действия многих книг и компьютерных игр по мотивам Forgotten Realms.
Подземье представляет собой сеть пещер, тоннелей, подземных озер и рек. Растительность в Подземье отсутствует, однако существуют крупные колонии грибов, служащих пищей жителям тоннелей. В подземных реках водится рыба. Рофы — существа, похожие на яков служат домашним скотом народам Подземья.
Подземье населено многими разумными народами, в основном злого мировоззрения. Среди них — темные эльфы-дроу, иллитиды, наблюдатели, темные дварфы — дуергары.

## Характеристика
- Столица: Отсутствует
- Население: Неизвестно
- Правительство: Города-государства с различными формами правления (автократия, магократия, монархия, теократия и др.)
- Религии: Различные, как правило расовые пантеоны.
- Импортирует: Доспехи, продовольствие, рабов, древесину, оружие.
- Экспортирует: Доспехи, экзотические и магические товары, оружие.
- Наиболее распространенные мировоззрения: N, LE, CE

## Жизнь и общество
Вечно погруженное во тьму во многих местах, Подземье полно существ, способных видеть в темноте, но ставших уязвимыми для солнечного света. В некоторых местах оно тускло освещено светящимися камнями, кристаллами или фосфоресцирующим мхом. В Подземье повсеместно встречаются странные растения, и путешественникам часто приходится прибегать к магии или опасным экспериментам, чтобы выяснить какие из них враждебны или ядовиты. Самым ценным ресурсом в Подземье является свежая вода: дождей в Подземье не бывает и жителям приходится довольствоваться тем, что просачивается с поверхности. Из-за недостатка некоторых ресурсов, каждый город часто специализируется на производстве определенного предмета, и торгует им в мирное время с соседними городами. Типичный торговый караван состоит из нескольких десятков хорошо вооруженных купцов и солдат, и двух или трех патрулей, которые ведут разведку впереди и позади каравана. Несмотря на то, что тоннели большую часть времени остаются безмолвны, эхо, которое временами раздается и путешествует на огромные расстояния может многое поведать умелому разведчику. Богатые города телепортируют караваны или используют порталы, которые часто становятся причиной войн между городами. Города, за которыми закрепилась репутация грабителей караванов (важно отличать от так называемых демонстративных ограблений), часто оказываются отрезанными от важных ресурсов в военное время и становятся легкой добычей для соперников.

## Основные географические объекты
Принимая во внимание то, что Подземье достаточно слабо изучено, а самые большие пещеры «всего лишь» несколько миль длиной, для жителя поверхности, достопримечательностей здесь немного. Многокилометровые тоннели переходят в пещеры, которые затем сужаются до проходов настолько узких, что лишь полурослик может пролезть по ним. Самые большие пещеры, представляют собой поверхность в миниатюре, со своими холмами, долинами и подземными реками. Большинство существ используют «стены» и «потолок» пещер, чтобы подняться на верхние уровни, при помощи магических или естественных способностей к левитации или ползанию по стенам (напр. Гигантские пауки). Подземье разделяют на три основных уровня. Верхнее Подземье (Upper Underdark), расположено ближе всего к поверхности, населяют его дроу, свирфнеблины, иллитиды, бехолдеры, установившие довольно тесные контакты с жителями поверхности. По сравнению с нижними уровнями, ресурсы здесь встречаются достаточно часто, а жители поверхности привыкают к верхнему Подземью довольно быстро. Среднее Подземье (Middle Underdark), населен дроу, дерро, одинокими аболет, клоакерами, свирфнеблинами, иллитидами и коа-тоа. Связи с поверхностью у жителей среднего Подземья отсутствуют, а пища и вода встречается здесь крайне редко. Нижнее Подземье (Lower Underdark) — невероятно странный мир, полный чуждых существ, враждебных всему непохожему на них самих. Здесь господствуют колонии аболет, клоакеров, дерро и иллитидов. Ресурсы в нижнем Подземьи настолько редки, что существам, населяющим его приходится охотиться друг на друга.

### Араумикос (Araumycos)
Араумикос — огромный гриб, расположенный в Подземье прямо под Высшим Лесом (High Forest) — возможно является древнейшим живым организмом во всем Фаэруне. Араумикос не может распространить своё влияние дальше леса, под которым он находится, а куски, взятые у гриба, быстро погибают. Возможно, что Араумикос магически или симбиотически связан с лесом. Гриб восприимчив к огню, кислоте и другим подобным атакам, но абсолютно неуязвим для магии. Ни одна из предпринятых попыток, не уничтожила сколь либо значительную часть гриба на продолжительное время, а сам Араумикос часто использует псионику для отражения нападений. Иногда целые части Араумикоса отмирают, открывая руины городов и целые колонии грибов, но причина роста, как и происхождение Араумикоса остается тайной.

### Потир Гигантов (Giant’s Chalice)
Потир Гигантов — Соленое озеро, расположенное в нижнем Подземье под Иреабором (Ireabor), возможно имеет выход в Море Падших Звезд (Sea of Fallen Stars). Населяют озеро разумные осьминоги. Серьёзными врагами для них оказались вампирические спруты, появившиеся в озере не без помощи иллитидов. Люминесцирующий коралл, обитающий только в этом озере — один из немногих предметов роскоши, который экспортируют осьминоги.

### Лабиринт (The Labyrinth)
Лабиринт — неизученная область верхнего и среднего Подземья, расположенная между Ред Ларч (Red Larch) и Трибором (Triboar). Лабиринтом пользуются купцы, отправляющиеся из Вотердипа в Скалпорт (Skullport), несмотря на опасности, которые их подстерегают: движущиеся стены и Бапхитауры (Baphitaurs) — существа произошедшие от минотавров и демонов.

### Кислотное Гнездо (Acid Aerie)
Кислотное Гнездо — это ущелье в несколько сот футов длиной, образовавшееся в каменной породе благодаря озеру, заполненному зеленой, мерцающей, мерзко-пахнущей кислотой. Вероятно, это наследие одного из опытов какого-либо мага. По всей пещеры проходит множество наклонных пересекающихся каменных тропинок шириной от 1 до 10 футов. Многие из них ведут в боковые коридоры и в Змеящиеся туннели (tunnels of the Wormwrithings). Именно здесь обрел свою смерть Закнафейн, отец Дриззта До’Урдена.

### Темное Озеро (Darklake)
Расположенное к юго-востоку от Мантол-Дерита, Темное Озеро представляет собой серию полостей, заполненных водой, которые раньше были связаны между собой сетью водопадов, а теперь управляются шлюзами, созданными инженерами-дварфами. Эти пещеры используются дуергарами (глубинными дварфами) для безопасного прохода, хотя и здесь изредка встречаются монстры (в основном это пресноводные тролли и особая разновидность злых разумных пресноводных манта рэев (manta ray)). Возможно, существует проход, который соединяет Темное Озеро с одной из подземных рек, протекающей в Скуллпорте, и если удастся обнаружить этот проход и открывающий его ключ, то это сильно поможет облегчить торговлю между Подземьем и поверхностью.

### Молитва Энтемоха (Entemoch’s Boon)
Пещера, называемая Молитвой Энтемоха, является святым местом для глубинных гномов Блингденстоуна. В самом центре пещеры стоят три каменных колонны, каждая из которых испещрена могущественными рунами магии Призыва. Эти заклинания взаимосвязаны с землей и Элементальным Планом Земли, и вызванные здесь земные элементали оказываются более могущественными, чем обычно. Также с помощью магии здесь можно создавать магические предметы, связанные с магией земли. Гномам неизвестно, что здесь также существуют скрытые врата на Элементальный План Земли, которые открываются лишь после землетрясения или иного подобного стихийного бедствия.

### Фардримм (Fardrimm)
Так называется местность, некогда принадлежавшая королевству дварфов Делзун во времена его расцвета. За многие столетия запас полезных ископаемых в этом регионе сильно истощился, и постепенно дварфы уступили большую часть своей территории оркам, фаериммам и другим существам. Однако они по-прежнему остаются наиболее распространенной расой в этой местности. Они поддерживают многочисленные связи с поверхностью, включая нижние уровни Цитадели Адбар и Цитадели Фелбарр.

### Впадина Горгульи (Gargoyle Tube)
Впадина Горгульи получила своё имя от горгулеподобных монстров, которые обитают в её окрестностях. На дне у неё находится источник кипящей лавы, а сама она богата на самоцветную руду, и здесь частенько можно повстречать кобольдов и глубинных гномов-рудокопов. Туннели, ведущие отсюда доходят до Подземелья Смерти, что находится почти у самой поверхности и здесь охотится один из его демонических обитателей, делая эти места гораздо более опасными.

### Ятчол (Yathchol)
Пещера, носящая название Ятчол, является местом обитания хитинов (chitines) (помесь дроу и паука, созданная дроу из Чед Насада в попытке произвести на свет идеальную расу рабов). Изгнанные своими же творцами, хитины здесь процветают и охраняют свои дома с помощью каррион кравлеров (carrion crawlers).

## Города Подземья

### Города дроу
Мензоберранзан — город, расположенный под рекой Сарбрин, на берегу подземного озера Донигартен. Наиболее могущественный и известный город дроу, управляемый жрицами Ллос из дома Бэнр. (часто фигурирует в романах по Forgotten Realms)
Чед-Насад — город в подземельях под Серым Пиком, нависающий над огромной пропастью в V-образной пещере. Построен домом Насадра после изгнания из Мензоберранзана.
Уст-Ната — первый из городов, основанный дроу после исхода под землю, находится под океанским побережьем Амна. (известен по игре Baldur's Gate II)
Сшамат — единственный город, из-за статической рождаемости
управляемый магами-мужчинами, один из старейших. Расположен под Дальними Холмами. Является одним из самых густонаселенных городов дроу. Редкость среди городов дроу — власть в Шамате принадлежит колдунам мужчинам, а жрицы Лосс находятся на более низкой ступени городской иерархии. Это сообщество под Дальними Холмами (Far Hills) считается приоритетным рынком магических товаров в Подземье. Являясь для многих городов надежным торговым партнером, Шамат хорошо защищен от вторжений колдунами-воинами. Количество и сила жриц Лосс постоянно уменьшались в Шамате и со временем мужчины колдуны добились господства над жрицами. Постоянное уличное освещение Шамата очень непривычно для Подземья, но чрезвычайно удобно для посетителей с поверхности. Рабы составляют 1\4 часть населения, а если принять в расчет ещё и призванных при помощи магии существ, то население Шамата приближается к 60000. Владеющие магией могут посещать Шамат и не бояться порабощения.
Сшиндилрин — город, находящийся под лесами Кормира, построен представителями подводной расы куо-та, позднее завоеван темными эльфами. Дроу Шиндилрина прекрасно владеют предсказывающей магией (divination), особенно заклинаниями, которые позволяют обнаружить воду, пищу и минералы. Этими магическими предметами они торгуют с другими городами, используя для этого сеть порталов разбросанных по всему городу и по мелководной части озера. В прошлом дроу Шиндилрина были более воинственными, используя сеть порталов для внезапных нападений на другие города, но после сокрушительного поражения в битве с Мензоберранзаном, Шиндилрин сразу же прекратил налеты. Сейчас дроу занимаются торговлей, восстанавливая былое могущество. Город построен на Куо-Тоанских (Kuo-Toan) руинах над водой и под водой, и даже новая архитектура сохраняет этот «рыбный» стиль. Помимо торговли магическими предметами дроу Шиндилрина занимаются рыболовством и сбором водорослей.
Лит-Муатар — город, известный по игре Neverwinter Nights: Hordes of the Underdark. Небольшое поселение, в котором живут в основном последователи доброй богини Элистрии, которыми правит Провидица.

### Города гномов и дворфов
Граклстух — крупнейший город темных дворфов — дергаров. Граклстух, город мечей, центр дергарской нации, находится в самом центре Подземья — немного южнее Бескрайних Болот (Evermoors). Расположен Граклстух в огромном гроте, граничащем с подземным морем Дарклейк (Darklake). Дьюргары строят свои дома вокруг каменных колонн, которые они используют в качестве плавильных печей. Серые дворфы контролируют обширную территорию вокруг города. Мощная армия защищает Граклстух и подконтрольные территории от врагов. Помимо дергаров в городе обитает множество дерро, тысячи рабов и небольшое количество каменных гигантов из клана Каирнгорн (Cairngorn). Груклстух экспортирует рыбу, оборудование для горных работ, оружие и доспехи из высококачественной стали. Настоящими правителями города являются дерро, которые при помощи взяток, магии и угроз манипулируют лидерами кланов и даже королём Граклстуха Тарнгардтом Стилшэдоу VII (Tarngardt Steelshadow VII).
Блингденстоун — город глубинных гномов-свирфнеблин. Расположен неподалёку от Мензоберранзана, что вызывает частые столкновения между гномами и дроу. Основанный в Год Хрупких Начинаний (Year of Fragile Beginnings −690DR) свирфнеблинами, бегущими от фаэриммов, Блингденстоун стал самостоятельным городом, который лишь изредка контактировал с другими поселениями Подземья. Во время нападения дроу Мензоберранзана на Мифрил Халл, Блингденстоун выходит из изоляции и посылает 12 тысяч воинов на защиту Мифрил Халла. Побеждённые дроу отомстили несколько лет спустя, вызвав в Блингденстоун десятки Бебилит (Bebilith) при помощи заклинаний Gate и Planar Ally. Пятьсот выживших ушли в Силверимун. Теперь Силвераен (Silveraen) надеется вернуться в город и построить защиту от будущих вторжений дроу.
Глубинный Шанатар — первое и величайшее королевство дворфов щита (shield dwarves). Изначально Шанатар включал в себя восемь воюющих между собой подкоролевств. В конце-концов дворфам удалось достичь продолжительного мира. Но со временем из-за низкой рождаемости и переселения дворфов на север империя начала приходить в упадок. Войны с другими расами Подземья привели к тому, что на сегодняшний день осталось только одно подкоролевство — Илтказар (Iltkazar). Руины бывших подкоролевств Глубинного Шанатара либо разграблены, либо превратились в логова монстров. Но в некоторых, ещё осталось дворфское оружие, доспехи и даже магические предметы.
Илтказар — одно из восьми дворфских подкоролевств Глубинного Шанатара. Окруженные врагами со всех сторон, дворфы Илтказара контролируют лишь сам город и небольшую территорию вокруг него. В отличие от других городов и поселений Подземья, Илтказар имеет множество путей, ведущих к поверхности. Большинство из них выходят к хорошо охраняемым древним дворфским руинам. Река и её приток, снабжает Илтказар питьевой водой и приводит в действие разнообразные дворфские механизмы. Три четверти населения Илтказара составляют дворфы щита, десятую часть населения составляют люди. В городе также проживают гномы и свирфнеблины. Рабство запрещено в Илтказаре. Клирики и рунные маги охраняют мифрильные городские ворота. Илтказар специализируется на обработке редких металлов, изготовлении механизмов и ювелирных изделий.
Аммариндар — в прошлом крупнейшее королевство дварфов, ныне город покинут

### Города других рас
Ориндолл — крупнейший город иллитидов, расположенный в нижнем Подземье под Сияющими Равнинами (Shining Plains). Кишащий ментально-подконтрольными рабами и черепными крысами (Cranium rats) Ориндолл практически не знает других посетителей, кроме работорговцев. Несмотря на великую войну, которую давным-давно Ориндолл вел с дворфами Шанатара, город знаменит тем, что стал родиной современных дергаров, которые были выведены из дворфов клана Дергар в надежде получить лояльную расу, обладающую дворфскими умениями и псионическими способностями. Эти серые дворфы подняли череду восстаний и сбежали из Ориндолла, создав при этом такой хаос, что лишь вмешательство бога иллитидов Илсенсина (Ilsensine) спасло город от разрушения.
Каирнхейм — город каменных гигантов. Основан каменными гигантами, уходящими от преследовавших их дворфов Шанатара (Shanatar). Каирнхейм, расположенный под горами Пробег Гигантов (Giant’s Run Mountains), что на побережье Дракона (Dragon Coast), пятнадцать веков находится под властью Додконга (Dodkong) — неживого каменного гиганта. Король-нежить воскрешает предводителя каждого племени гигантов, когда он умирает, создавая совет Мертвых Предводителей, («Dead Chiefs») который прислуживает ему. Гиганты Каирнхейма практикуют руническую магию, предпочитая заклинания школы некромантии. Несмотря на изолированность гигантам не чужда торговля: время от времени они обменивают золото, серебро и адамантин на редкие грибы и вино.

### Нейтральные города
Скуллпорт (порт Черепа) — пиратский и контрабандистский город, расположенный непосредственно под крупным портом Вотердип.
Мантол-Дерит — торговый город, расположенный неподалёку от Мензоберранзана и Блингденстоуна.

## Расы Подземья
Подземье населено монстрами и злыми существами, которые избегают солнечного света, оно изобилует городами и нациями дроу, дерро, дуэргаров и иллитидов. Некоторые из рас, обычно встречающихся в других частях Фаэруна — дварфов, эльфов, гномов и орков, — можно также встретить в Подземье.
- дроу (темные эльфы)
- свирфнеблины (глубинные гномы)
- дэргары (серые дворфы)
- иллитиды
- наблюдатели
- драуки (наполовину дроу, наполовину пауки)
- микониды (разумные грибы)
- куо-тоа (рыбий народ, живущий в глубинных морях и озерах Подземья)

В Подземье также живут несколько рас, изолированных скальными глубинами или земляными убежищами, в которых они живут. Их уникальная окружающая среда позволяет им процветать или, по крайней мере, существовать так, как невозможно на поверхности. Из родичей обычных рас дроу — самые многочисленные в Подземье. Среди дроу представлено несколько различающихся этнических групп, хотя жителям верхнего мира и членам большинства других рас довольно тяжело отличить их одну от другой. Дварфы поверхностного мира иногда в своих раскопках забираются в Подземье, но их глубинные кузены, дерро и дуэргары — истинный дварфский род Подземья. Ходят слухи о человеческой расе Подземья, и, по правде говоря, они имеют под собой основание: столетиями глубоко под землей в тайне процветает древняя империя Имаскар. Кроме того, в Подземье (как и во всем Ториле) можно встретить множество монстров, нежить, хищников и существ с демонических планов.

## История региона
Подземье — мир ещё более древний, чем поверхность Торила. Древние расы, такие как Куо-Тоа исчезли с поверхности ещё до первых упоминаний о людях или эльфах. О происхождении иллитидов известно весьма мало, некоторые мудрецы полагают, что иллитиды появились на Ториле примерно в одно время с Куо-Тоа или прибыли с другого плана, во время расцвета их империи. Аболет, как и иллитиды очень древние существа, но об их происхождении совершенно ничего не известно. Дроу появились в Подземье после войн Короны (Crown Wars), приблизительно в −10000DR. Первые упоминания о городах дроу относятся к −9600DR. Сильные и агрессивные, по сравнению другими расами Подземья, дроу захватили огромные территории, до того, как погрязли в бесконечных войнах. Дворфы всегда жили на поверхности и под ней, сражаясь с дроу и другими расами Подземья. Целый дварфский клан — Дуэргар был захвачен иллитидами. И через поколения дуэргары вернулись, уже в качестве подрасы, наполненные иллитидами ненавистью и злом. В это же время появились и дерро. Как и дьюргар, дерро были выведены иллитидами из пленных людей и дворфов. Позднее в Подземье появились свирфнеблины, гоблиноиды, орки и гримлоки. Клоакеры пришли в Подземье совсем недавно, с их появления прошло лишь несколько веков. Войны, победы, упадок и крах — характерный цикл для наций Подземья. Города воюют друг с другом за ресурсы, богатства, рабов или просто из-за вековой вражды. Могущественные империи приходят в упадок, а затем гибнут от меча врага или от внутренних противоречий.

## Книги о Подземье

### Роберт Сальваторе
- Трилогия «Тёмный Эльф» (Dark Elf trilogy):
  - «Отступник» (Homeland, 1990)
  - «Изгнанник» (Exile, 1990)
  - «Воин» (Sojourn, 1991)
- Серия «Наследие дроу»:
  - «Тёмное наследие» (the Legacy, 1992)
  - «Беззвездная ночь» (Starless Night 1993)
  - «Нашествие тьмы» (Siege of Darkness1994)

### Элейн Каннингем
- Трилогия «Звёздный свет и тени»:
  - 1. «Дочь дроу» (1995/2004 переиздание)
  - 2. «Паутина» (1996/2005 переиздание)
  - 3. «Крылья ворона» (2003/2006 переиздание)

### Серия «Война Паучьей Королевы»
- Ричард Ли Байерс — «Отречение» (Dissolution, 2002)
- Томас Рейд — «Мятеж» (Insurrection, 2002)
- Ричард Бейкер — «Приговор» (Condemnation, 2003)
- Лиза Смедман — «Угасание» (Extinction, 2004)
- Филип Этанс — «Уничтожение» (Annihilation, 2004)
- Пол Кемп — «Возвращение» (Resurrection, 2005)